# Collettivismo
Collettivismo è un termine per indicare una visione di tipo morale, politica, economica o sociale che enfatizza l'interdipendenza di ogni essere umano all'interno di un gruppo collettivo e la priorità delle finalità di gruppo sulle finalità individuali. I collettivisti si focalizzano sui concetti di comunità e società.
Le basi filosofiche del collettivismo sono collegate all'olismo o all'organicismo, la visione secondo la quale l'intero è maggiore della somma delle sue parti. Specificamente, una società nel suo intero può essere vista come portatrice di un maggior significato o valore rispetto agli individui separati che la compongono. Il collettivismo è largamente inteso in opposizione all'individualismo. In particolare queste due visioni sono spesso combinate in sistemi.

## Politica
Il contratto sociale di Jean-Jacques Rousseau è considerato un esempio di filosofia politica collettivista, secondo la quale la società umana è organizzata sulla linea di un implicito Contratto Sociale tra i suoi membri, e che i termini di questo contratto (i poteri di governo, i diritti e le responsabilità dei singoli cittadini, etc.) sono decisi dalla volontà generale - il che significa dalla volontà popolare. Il popolo è rappresentato dal governo, ed essenzialmente il governo decide ciò che è giusto per il cittadino; questa idea ha ispirato i primi filosofi socialisti e comunisti come Karl Marx.

## Società collettiviste
Esistono vari esempi di società che hanno caratterizzato se stesse o sono state caratterizzate dall'esterno come "collettiviste".
Da una parte ci sono i governi socialisti, che hanno spesso nazionalizzato la maggior parte dei settori economici, in particolare l'agricoltura, con l'eccezione di Cuba. Si considerano spesso forme di collettivismo anche quelle della Germania nazista e dell'Italia fascista, quest'ultima ha posto l'accento sulla "lotta dei popoli" in chiave nazionalista anziché sulla lotta di classe. Dall'altra parte esistono forme di collettivismo non statalizzate, come i kibbutz israeliani (comunità all'interno della quale il cittadino vive e lavora senza forme di proprietà privata).
Molti movimenti politici come il nazionalsocialismo, il comunismo, il fascismo e il bolscevismo sono considerate collettiviste in quanto enfatizzano il ruolo dello Stato rispetto al ruolo dell'individuo. La criticità in questa considerazione si presenta nel momento in cui il potere politico non è detenuto dal collettivo popolare, bensì da uno Stato totalitario.
La democrazia, con la sua enfasi sulle nozioni di contratto sociale e la volontà collettiva dei cittadini, è definita come una (o l'unica) forma di collettivismo politico.
Un sistema collettivista (o a economia pianificata) è stato realizzato nella ex Unione Sovietica, in conseguenza della rivoluzione avvenuta nel 1917 grazie alla quale la Russia si trasformò in una Repubblica Socialista.
Le caratteristiche più importanti di questo sistema sono le seguenti:
- abolizione della proprietà privata dei mezzi di produzione, con la conseguenza che i privati (famiglie e imprenditori) non possono sviluppare nessun tipo di iniziativa economica;

- collettivizzazione statale dei mezzi di produzione, con conseguente organizzazione di tutta l'attività di produzione, consumo e distribuzione da parte dello Stato;

- piano economico da sviluppare in più anni con la finalità comunista e in cui ogni decisione viene presa da un organismo apposito (nella ex Unione Sovietica si chiamava Comitato per la pianificazione).